# Фесенко, Николай Сергеевич
Николай Сергеевич Фесенко (25 декабря 1956, Днепропетровск, Украинская ССР, СССР) — советский баскетболист. Мастер спорта СССР международного класса. Победитель чемпионата Европы 1981 года, 4-кратный бронзовый призёр Чемпионата СССР (1975, 1976, 1980, 1982), серебряный призёр VIII Спартакиады СССР (1983).
Воспитанник Днепропетровской специализированной детско-юношеской спортивной школы олимпийского резерва № 5. Выступал за «Динамо» (Москва) в 1973—1988. Талантливый игрок, обладал уникальным броском, хорошим ведением мяча, проходом. Вместе с Владимиром Жигилием обеспечивал 50 % игры БК «Динамо» Москва.
Окончил ГЦОЛИФК.

## Достижения
- Чемпион Европы 1981
- Бронзовый призёр чемпионатов СССР 1975, 1976, 1980, 1982
- Серебряный призёр VIII Спартакиады СССР (1983)